# ウィンフィールド・スコット・チャプリン
ウィンフィールド・スコット・チャプリン（Winfield Scott Chaplin、1847年8月22日 - 1918年3月12日）は、明治時代にお雇い外国人として来日したアメリカ合衆国の土木工学者である。

## 経歴・人物
メイン州出身。ウエストポイントの陸軍士官学校卒業後、鉄道技術者となった。後にメイン大学で機械工学の教鞭を執る。
1877年（明治10年）来日し、東京開成学校（現在の東京大学）にて、同年帰国した開拓使測量長のジェームズ・R・ワッソンの後任として土木工学の教鞭を執った。同校が旧東京大学に昇格後も引き続き雇われ、1882年（明治15年）に帰国するまで三角測量による富士山の標高の測定(3787.2mと定める)や天文台の建設指導等を行った。また同時期に地震研究の論文も発表した。
帰国後はUnion Collegeで働いた後、ハーバード大学で工学の教授とLawrence Scientific Schoolの学部長を務め、さらに私立ワシントン大学第4代総長に1891年から1907年まで就任した。大学総長として、役員にアンハイザー・ブッシュの設立者のAdolphus Busch、ブルッキングス研究所設立者のRobert S. Brookingsらを任命し、またキャンパスをセントルイスの繁華街からForest Parkの西側(Danforth Campus)に移動させた。退官後はテキサス州のAmerican Rio Grande Land and Irrigation Companyに勤めた後、サンアントニオで科学アカデミー所長を務めた。セントルイスで没。